# Сидорін Володимир Ілліч
Володимир Ілліч Сидорін (1882 — 1943) — воєначальник російської Імператорської армії та Донської армії Всевеликого Війська Донського, генерал-лейтенант (1919).

## Біографія
Народився 3 лютого 1882 року  в станиці Степано-Разінській 2-го Донського округу області Війська Донського. Потомственний дворянин Війська Донського, козак станиці Єсауловської, народився в сім'ї офіцера. Син офіцера Війська Донського Іллі Леонтійовича Сидоріна. Племінник генерала Л. Л. Сидоріна, розстріляного в 1918 році. Полковник (15.08. 1917), генерал-майор (05.05. 1918), генерал-лейтенант (02.02. 1919).
Закінчив Донський кадетський корпус (1900), Миколаївське інженерне училище 1902), Миколаївську академію Генерального штабу (1910, по 1-му розряду) і офіцерську повітроплавальну школу (1913).
Учасник російсько-японської війни 1904—1905. Служив офіцером 2-го Східно-Сибірського саперного (з 1902) і 4-го Заамурського залізничного батальйонів. З 26 листопада 1912 по 1914 — старший ад'ютант штабу 3-го Кавказького армійського корпусу.
Володимир Ілліч був учасником Першої світової війни. Служив офіцером у штабі 21-ї піхотної дивізії]] і штабі (3-го) Кавказького корпусу з серпня 1914 по лютий 1916. В 1915 році був начальником штабу 2-ї ополченчеської дивізії (1915), з 12 липня начальником штабу 102-ї піхотної дивізії. Заступник начальника штабу 2-ї армії з березня 1916 по березень 1917 рр.
Начальник штабу 3-го Кавказького корпусу з квітня по червень 1917 року, потім перейшов у розпорядження начальника штабу Західного фронту. У серпні був обраний заступником голови спілки офіцерів армії і флоту. У серпні 1917 року був відряджений генералом Л. Г. Корніловим у Петроград, де очолював таємну офіцерську організацію, яка готувала військовий переворот. А серпні — вересні був заступником голови Спілки офіцерів армії і флоту.
Після невдачі корніловського «заколоту» був знятий з посади, перебував у розпорядженні начальника штабу армій Західного фронту. У листопаді 1917 став учасником вербувальних організацій в Петрограді Москві. Потім повернувся на Дон і взяв участь в Білому русі.
Спочатку був у загоні (дружині) козаків в Новочеркаську; учасник боїв за Ростов, в листопаді-грудні 1917 року учасник Степового походу. З 12 травня 1918 по 2 лютого 1919 був в резерві Донської армії. У червні-липні 1919 командував Середньо-Донецьким фронтом. У липні 1919 був Головою делегації ВВД у Києві з 15 лютого 1919 по 27 березня 1920 р.
З 15 лютого 1919 по 27 березня 1920 рр. був командуючим Донської армії. У квітні 1920 став командир Донського корпусу.
Після прибуття з Новоросійська в Євпаторія 18 квітня 1920 року був відданий під суд разом з начальником штабу Донської армії генерал-лейтенантом Кельчевським Анатолієм Кіпріановичем за сепаратистські виступи і підтримку донських козаків в їхньому прагненні відділитися Дону від Росії і стихійний відхід донських корпусів до Новоросійська взимку 1919 — 1920 рр. Суд під головуванням генерала А. М. Драгомирова засудив генералів Сидоріна і Кельчевського до 4 років каторги. Генерал Врангель замінив вирок звільненням з Російської армії без права носіння мундир.

### Еміграція
Генерал Сидорін емігрував з Росії з Крим у травні 1920 р. Перебував в еміграції: в Болгарії, Сербії, Чехословаччини з 1924 р; в Німеччині з 1939 р..
У Празі служив в картографічному відділі Генерального штабу Чехословацької армії. Разом з генералом Стариковим був співавтором численних статей з історії Донської армії під час громадянської війни в Росії.
Його статті регулярно публікувалися у видаваному в Парижі журналі «Вільне козацтво». Під заголовком «Трагедія козацтва» статті були опубліковані окремою книгою в чотирьох частинах в 1936—1938 роках в Парижі (без згадки імен авторів). Під час Другої світової війни генерал Сидорин виїхав до Німеччини. Автор книги «Трагедія казацтва».
Помер у Берліні 20 травня 1943 р. Похований на російському цвинтарі.

## Нагороди
Сидорін Володимир Ілліч нагороджений орденами:
- Св. Станіслава 3-го ст. з мечами та бантом (1905);
- Св. Анни 4-го ст. (1905);
- Св. Станіслава 2-й ст. з мечами (1905);
- Св. Анни 2-й ст. (1913; 16.05.1914);
- Св. Володимира 4-го ст. з мечами та бантом (27.02.1915);
- У 07.1915 у званні капітана був нагороджений Георгіївською зброєю (ВП 04.07.1915).
- Мечі до ордену Св. Анни 2-й ст. (11.01.1916).
- Нагороджений орденом Св. Георгія 4-й ст. (ВП 26.08.1916).